# Hermí
Hermí - Herminus, Ἑρμῖνος - fou un filòsof peripatètic contemporani de Demonax que va escriure comentaris sobre diverses obres d'Aristòtil. Simplici diu que fou mestre d'Alexandre d'Afrodísies. Boeci l'esmenta com a autor de diverses obres entre elles περὶ Ἑρμηνείας (tractat), Analytica i Topica.